# Bijbelbrug
De Bijbelbrug is een brug in het centrum van de stad Delft, in de Nederlandse provincie Zuid-Holland. De brug is een rijksmonument en stamt uit 1938 (vernieuwd). Hij overbrugt de gracht over de Oude Langendijk ter hoogte van de Jacob Gerritstraat.

## Geschiedenis en naam
Aan de noordoostzijde van de brug staat het huis De beslagen bijbel waarnaar de brug is genoemd. Tot in de negentiende eeuw was dit de Sint-Joostenbrug, genoemd naar de patroonheilige van het gilde van de korendragers en korenmeters. Een alternatieve naam was Fijck Luytenbrug, genoemd naar een persoon die in de buurt woonde of wellicht bijgedragen had aan de onderhoudskosten.
De brug is in 1926 verbreed en in 1938 weer vernieuwd.